# 氏原寛
氏原 寛（うじはら ひろし、1929年1月30日 - 2019年7月8日）は、日本の臨床心理学者・臨床心理士。専門は臨床心理学。ユング派である。元帝塚山学院大学大学院人間科学研究科教授。

## 経歴
1929年、大阪府生まれ。京都大学文学部史学科に入学し、西洋史学を専攻した。戦後の1953年、京都大学文学部を卒業。
卒業後は、大阪市立南高等学校教諭となり、大阪市教育研究所所員となった。一方で、大阪市立大学大学院生活科学研究科で学び、卒業した。1977年、大阪外国語大学教授に就任。1984年からは大阪市立大学生活科学部教授。1990年、学位論文『「意識の場」理論と心理臨床の実践的研究』を大阪市立大学に提出して学術博士の学位を取得。1992年より四天王寺国際仏教大学文学部教授。
以降、1995年からは椙山女学園大学人間関係学部教授、2002年より帝塚山学院大学大学院人間科学研究科教授を務めた。帝塚山学院大学では、心理教育相談センター長も務めた。

## 研究内容・業績
- ユング派の心理学者として多数の翻訳を残した。

## 著書
- 『カウンセリングと教育』立教書院 1968
- 『カウンセラー』青山書店 1972
- 『臨床心理学入門 カウンセラーを志す人のために』創元社 1974
- 『カウンセリングの実際』創元社 1975
- 『心理臨床の実際 続・カウンセラーを志す人のために』創元社 1980.5
- 『カウンセリングの実践』誠信書房 1985.5
- 『心理診断の実際 ロールシャッハ・テストとTATの臨床的解釈例』誠信書房 1986.6／オンデマンド版 2007.1
- 『心の一生 ユング派に依るこころの原風景』ミネルヴァ書房（発達選書）1990.5
- 『意識の場理論と心理臨床 ユング派的実践をめざして』誠信書房 1993.8
- 『カウンセリングはなぜ効くのか 心理臨床の専門性と独自性』創元社 1995.2
- 『おとなになるには カウンセラーが語る生き方ものの見方』ミネルヴァ書房 1995.9
- 『子どもの心 カウンセラーからの提言』創元社 1996.11
- 『カウンセリングの心』創元社 1997.10
- 『ユングを読む』ミネルヴァ書房 1999.2[3]
- 『カウンセリングの枠組み』ミネルヴァ書房 2000.8
- 『実践から知る学校カウンセリング 教師カウンセラーのために』培風館 2000.9
- 『カウンセラーは何をするのか その能動性と受動性』創元社 2002.1
- 『ライフサイクルと臨床心理学』金剛出版 2004.2
- 『ロールシャッハ・テストとTATの解釈読本 臨床的理解を深めるために』培風館 2005.3
- 『カウンセリング・マインド再考 スーパービジョンの経験から』金剛出版 2006.11
- 『日本の心理臨床 1 カウンセリング実践史』誠信書房 2009.4
- 『心とは何か カウンセリングと他ならぬ自分』創元社 2012.4
- 『カウンセリングは専門職である』人文書院 2014.8

## 共編著
- 森省二共編『名作童話の深層』創元社 1989.5／オンデマンド版 2010.2
- 山中康裕共編『寂しい女』人文書院（症例研究）1991.6
- 東山紘久共著『カウンセリング初歩』ミネルヴァ書房 1992.3
- 山中康裕共編『老年期のこころ 男の本音女の真実』ミネルヴァ書房 1994.8
- 東山紘久共編『幼児保育とカウンセリングマインド』ミネルヴァ書房 1995.4
- 成田善弘共編『転移/逆転移 臨床の現場から』人文書院 1997.2／新版 2008.11
- 『ロールプレイとスーパーヴィジョン カウンセリングを学ぶ人のために』ミネルヴァ書房 1997.7
- 杉原保史共編『臨床心理学入門 理解と関わりを深める』培風館 1998.10
- 菅佐和子共編『思春期のこころとからだ』ミネルヴァ書房 1998.4
- 村山正治共編『今なぜスクールカウンセラーなのか』ミネルヴァ書房 1998.2
- 成田善弘共編『共感と解釈 続・臨床の現場から』人文書院 1999.3
- 成田善弘共編『カウンセリングと精神療法 心理治療』培風館（臨床心理学1）1999.7
- 増井透・神谷栄治共編『私の知らない私 無意識の心理学』培風館 1999.4
- 村山正治共編『ロジァーズ再考 カウンセリングの原点を探る』培風館 2000.6
- 東山紘久共著『エッセンシャル臨床心理学 30章で学ぶこころの謎』ミネルヴァ書房 2000.10
- 成田善弘共著『診断と見立て 心理アセスメント』培風館（臨床心理学 2）2000.2
- 成田善弘共編『コミュニティ心理学とコンサルテーション・リエゾン 地域臨床・教育・研修』培風館（臨床心理学 3）2000.3
- 松島恭子・千原雅代共編『はじめての心理学 心のはたらきとそのしくみ』創元社 2000.3
- 田嶌誠一共編『臨床心理行為 心理臨床家でないとできないこと』創元社 2003.7
- 西川隆蔵・康智善共編『現代社会と臨床心理学』金剛出版 2006.3
- 成田善弘共編『意識と無意識 臨床の現場から』人文書院 2006.4
- 森田美弥子共編『ロールシャッハ法の豊かな多様性を臨床に生かす １症例をめぐってのさまざまなアプローチから』金子書房 2017.7

## 翻訳
- ゲルハルト・アードラー著、多田建治共訳『生きている象徴』人文書院 1979.6
- M-L.フォン・フランツ『おとぎ話の心理学』創元社（ユング心理学選書）1979.12／創元アーカイブス 2022.1
- M=L.フォン・フランツ『おとぎ話における悪』人文書院 1981.5
- M=L.フォン・フランツ『おとぎ話における影』人文書院 1981.5
- A.バートン『カウンセリングと心理治療』人文書院 1982.7
- エーリッヒ・ノイマン著、野村美紀子共訳『芸術と創造的無意識』創元社（ユング心理学選書）1984.5／創元アーカイブス 2021.2
- ジェームズ・A.ホール著、片岡康共訳『ユング派の夢解釈 理論と実際』創元社（ユング心理学選書）1985.11
- マリオ・ヤコービ『分析的人間関係 転移と逆転移』創元社（ユング心理学選書）1985.4
- S.ビルクホイザー=オエリ『おとぎ話における母』人文書院 1985.4
- M.スコット・ペック著、矢野隆子共訳『愛と心理療法』創元社 1987.5
- M.-L.フォン・フランツ『夢と死 死の間際に見る夢の分析』人文書院 1987.11
- ローズマリー・ゴードン『死と創造』創元社（ユング心理学選書）1989.1
- A.サミュエルズ著、李敏子共訳『こころの病理学 現代ユング派の臨床的アプローチ』培風館（分析心理学シリーズ）1991.6
- 『ユング・コレクション 子どもの夢』人文書院 1992
- M.シドリ、M.デイヴィス著、山下景子共訳『子どもの個性化 ユング派の子どもの心理治療』培風館（分析心理学シリーズ）1992.10
- M.フォーダム著、李敏子共訳『ユング派の分析技法 転移と逆転移をめぐって』培風館（分析心理学シリーズ）1992.7
- C.A.マイヤー『個性化の過程-ユングの類型論よりみた人格論』創元社 1993
- C.A.マイヤー『ユング心理学概説 4 個性化の過程 ユングの類型論よりみた人格論』創元社 1993.5
- A.ヤッフェ他、李敏子共訳『臨死の深層心理』人文書院 1994.9
- アニエラ・ヤッフェ編『ユング そのイメージとことば』誠信書房 1995.8
- C.A.マイヤー『ユング心理学概説3 意識 ユング心理学における意識形成』創元社 1996.2
- ジョイス・マクドゥーガル著、李敏子共訳『身体という劇場 心身症への精神分析的アプローチ』創元社 1996.3
- マイケル・フォーダム著、越智友子共訳『ユング派の心理療法 分析心理学研究』誠信書房 1997.6
- M・スコット・ペック著、矢野隆子共訳『愛すること、生きること 全訳「愛と心理療法」』創元社 2010.9

## 論文
- 「永遠の少年-ユング派的現代青年論」『発達』第33号 1988
- 「中年期の危機」『臨床心理学大系 3. ライフサイクル』金子書房 1990